# Kazimierz Browicz
Kazimierz Browicz (ur. 17 grudnia 1925 roku w Częstochowie, zm. 10 czerwca 2009) – polski botanik (dendrolog, chorolog), profesor, członek rzeczywisty Polskiej Akademii Nauk.

## Edukacja
Naukę w szkole średniej rozpoczął w Częstochowie, po wybuchu wojny naukę kontynuował na tajnych kompletach. W 1942 został aresztowany przez Gestapo i zesłany na przymusowe roboty do Austrii (rodzice i siostra trafili do obozów koncentracyjnych, ojciec zginął w Majdanku, matka w Oświęcimiu). Zbiegł z robót w 1943 roku i pod zmienionym nazwiskiem zamieszkał u rodziny w Warszawie. Na co dzień pracował w straży pożarnej, równolegle skończył dwie ostatnie klasy liceum. Brał czynny udział w powstaniu warszawskim w roku 1944, po jego upadku został internowany w obozie przejściowym w Pruszkowie. Po udanej ucieczce, do wyzwolenia kraju przebywał w Częstochowie.
Maturę zdał w 1945 roku, po czym rozpoczął studia wyższe na tzw. Kursach Akademickich w Częstochowie, na Wydziale Ogólno-Przyrodniczym. W latach 1945–1949 studiował na Wydziale Rolniczo-Leśnym Uniwersytetu w Poznaniu.

## Kariera naukowa
Dyplom magistra leśnictwa Kazimierz Browicz uzyskał za pracę dyplomową „Pnącza w Arboretum Kórnickim” (wydrukowana w 1952 roku).
Stopień doktora uzyskał w 1959 roku na Wydziale Leśnym Wyższej Szkoły Rolniczej w Poznaniu (za pracę pt. „Gatunki z rodzaju Cotoneaster Ehrh. w Polsce”), stopień doktora habilitowanego otrzymał w roku 1963 na Wydziale Biologii i Nauk o Ziemi Uniwersytetu im. A. Mickiewicza w Poznaniu (monografia rodzaju Colutea).
Dzięki dużej aktywności naukowej Kazimierz Browicz w roku 1970 uzyskał tytuł profesora nadzwyczajnego, a w 1978 profesora zwyczajnego.
Od 1983 członek korespondent Polskiej Akademii Nauk, od 1998 członek rzeczywisty PAN.

## Praca naukowa
Pracę naukową rozpoczął w 1947 roku jako student trzeciego roku, na stanowisku asystenta w Zakładzie Badania Drzew i Lasu Fundacji Kórnickiej. W latach 1949–1956 pracował w Poznaniu, początkowo jako młodszy asystent w Zakładzie Botaniki Ogólnej i Fitopatologii Uniwersytetu Poznańskiego następnie jako starszy asystent (1950) i adiunkt (1951).
Po przyłączeniu Wydziału Leśnego do Wyższej Szkoły Rolniczej pracę kontynuował w Zakładzie Botaniki Leśnej, początkowo pod kierunkiem prof. L. Mroczkiewicza, a następnie dr. S. Kościelnego.
W latach 1956–1991 pracował w Zakładzie Dendrologii i Pomologii PAN w Kórniku, późniejszy Instytut Dendrologii PAN. Od roku 1964 objął stanowisko docenta w Zakładzie Dendrologii PAN w Kórniku. Od 1965–1991 kierownik Pracowni (potem Zakładu) Systematyki i Geografii, od 1966–1973 i w latach 1982–1991 zastępca dyrektora Zakładu Dendrologii do spraw naukowych. W 1991 roku przeszedł na emeryturę.

## Zainteresowania naukowe
W latach 1947–1960 pracował głównie nad introdukcją i aklimatyzacją obcych gatunków drzew i krzewów w Polsce. W tym okresie brał udział także w przygotowaniu pierwszego podręcznika dendrologii.
W latach 1958–1970 zajmował się systematyką i geograficznym rozmieszczeniem różnych gatunków drzew i krzewów występujących w stanie w dzikim takich rodzajów jak: Sorbus, Ligustrum, Daphne, Genista itd. W latach 1963–1982 był autorem „Atlasu Rozmieszczenia Drzew i Krzewów w Polsce” (w języku polskim, angielskim i rosyjskim). Przez szereg lat profesor Browicz był redaktorem tego wydawnictwa i autorem większości zamieszczonych w nim map i tekstów.
Od roku 1968 jego zainteresowania naukowe dotyczyły flory drzewiastej południowo-zachodniej Azji i wschodniego Śródziemnomorza.
Dorobek naukowy profesora obejmuje 265 publikacji, w tym 225 opracowań oryginalnych oraz 5 książek. Prof. Browicz opisał ok. 90 nowych dla nauki taksonów, w tym 2 nowe rodzaje, Cyprinia i Malosorbus; dokonał również około 60 zmian w nazewnictwie różnych taksonów.
Na emeryturze opublikował 30 prac związanych z chorologią.

## Członkostwo
- Kazimierz Browicz był bardzo aktywny: od roku 1948 należał do Polskiego Towarzystwa Botanicznego, pełnił m.in. funkcję sekretarza Sekcji Dendrologicznej.
- Od roku 1959 był członkiem International Dendrology Society.
- Od 1975 członek OPTIMA – Organization for Phyto-Taxonomic Investigation of the Mediterranean Area.
- Od 1974 roku członek Komitetu Botaniki PAN, w latach 1981–1987 pełnił funkcję przewodniczącego.
- Od roku 1985 był honorowy członek Czechosłowackiego Towarzystwa Botanicznego.
- Od 2001 roku członek honorowy Polskiego Towarzystwa Botanicznego.

## Ordery, odznaczenia
- Krzyż Kawalerski Orderu Odrodzenia Polski (1969)
- Krzyż Oficerski Orderu Odrodzenia Polski (1986)
- Nagrodzony był dwukrotnie nagrodą Sekretarza Naukowego PAN (1979, 1982)
- Medal XXV-lecia Polskiej Akademii Nauk (1984)
- Uhonorowany międzynarodową nagrodą przyznawaną przez US Department of Agriculture (Forest Service) – International Honor Award for outstanding contribution to the world's knowledge of woody plants (1991).
- Wyróżniony Medalem im. Władysława Szafera[2] (1998)
- Nagroda premiera za opracowanie kilkunastotomowej „Chorologii” (2001)

## Miejsce spoczynku
Został pochowany w Poznaniu na cmentarzu parafialnym przy ulicy Nowina na Jeżycach (kwatera P, rząd 9, grób 8).

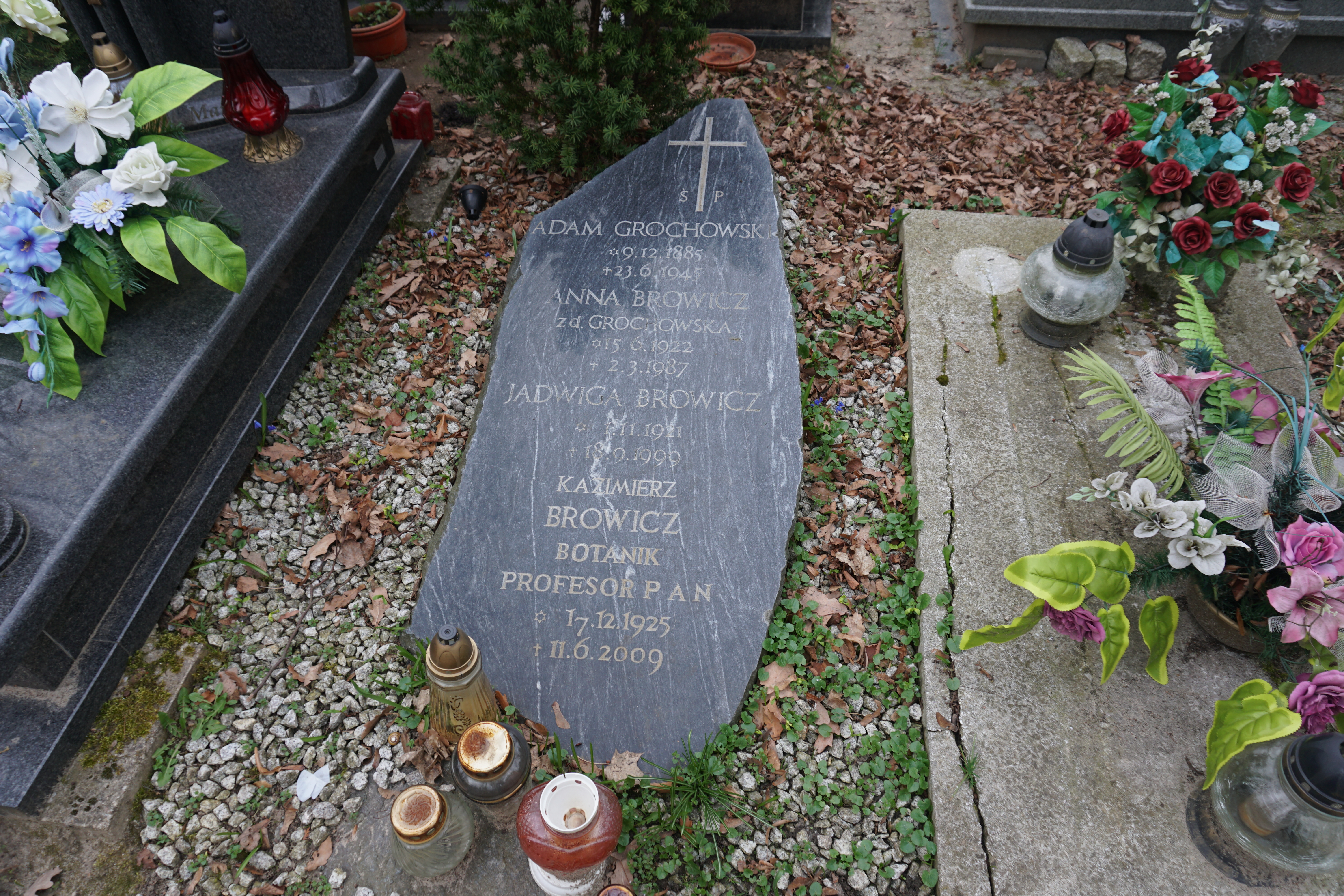
Grób prof. Kazimierza Browicza na cmentarzu Jeżyckim w Poznaniu